# 월평동산성
월평동산성(月坪洞山城)은 대전광역시 서구 월평동에 있는 삼국시대의 산성이다. 1986년 1월 1일 충청남도의 기념물 제60호로 지정되었다가, 1989년 3월 18일 대전광역시의 기념물 제7호로 재지정되었다.

## 개요
대전광역시 서구 월평동에 있는 해발 137.8m의 야산 정상부를 따라 쌓은 포곡식 산성으로, 성둘레는 약 710m이다. 포곡식 산성은 성곽이 하나 또는 여러 개의 계곡을 감싸며 쌓은 산성을 일컫는다.
성벽은 거의 붕괴되었지만 성을 쌓은 흔적이 뚜렷하게 남아있고, 산 능선을 따라 축조된 성벽은 자연석을 이용하여 쌓았으며, 서벽의 일부에서는 바깥벽·안벽이 남아있다.
성문터는 동·서·북벽에 각각 한 곳씩 남아있는데, 동문터의 너비는 5m이고, 서문터는 너비 3.6m로 서벽의 중간 부분에 있다. 북문터는 너비 3m로 성에서 가장 낮은 골짜기에 있는데, 부근에 매우 평탄한 곳이 있어 물길이 있었을 것으로 추정된다. 성안에는 성벽을 따라 너비 7∼12m의 물길인 도랑이 있으며, 곳곳에는 평지가 많아 건물이 있었던 것으로 보인다.
1995년 국립공주박물관에서 발굴조사를 했을 때 백제의 집자리, 저장구덩이, 성벽, 말뚝을 박아 생긴 구덩이 등 유구가 확인되었다. 또한 세발토기(삼족토기), 그릇받침(기대), 기와, 말안장이 출토되어 월평동 산성의 사용시기와 성격을 알 수 있게 하였다.

## 참고 자료
- 월평동산성 - 국가유산청 국가유산포털